# 夏恋ジレンマ
「夏恋ジレンマ」(なつこいジレンマ)は、わーすたの13枚目のシングル。2024年8月21日にiDOL Streetから発売された。

## 概要
「CD+Blu-ray」、「CDのみ」、「CDのみ(イベント会場限定盤)」の3種3形態で発売。
「夏恋ジレンマ」は2024年6月5日にSHIBUYA PLEASURE PLEASUREで開催された『わーしっぷライブ2024〜りにゅーある1周年!渋谷に集合!〜』で初披露された。振付はLICO(Dear. Pink)が担当している。MVは2024年8月3日にYouTube上で公開された。今回もMV監督は荒船泰廣が担当している。また、2024年8月25日にはダンス動画もYouTube上で公開された。廣川は本作について「私たちは今まで、こういう王道でキュンキュンさせる曲はあんまり歌ってこなかったので新鮮です。なんか大人になったなって思います。」と述べている。
「君とtea for two♡」は2024年8月4日にYOKOHAMA Bay Hallで開催された『わーすた夏恋ツアー2024 〜まだ 君の知らない秘密 20-24〜』で初披露された。振付はCRE8BOYが担当している。音楽プロデューサーで作曲・編曲を担当している岸田はnote上で、松田からの「甘々な曲が欲しい」という要望と「小玉さんにラップさせたら絶対かわいいよな」という岸田の構想があり、「加えて音楽的な柱としてJazzスタンダード曲「Tea for Two」のオマージュ的な要素を足した曲でオシャカワな曲を作っちゃおーって感じで曲が出来ていった。」と述べている。「君とtea for two」というタイトルはこの「Tea for Two」のオマージュという意味もある。
「君とtea for two♡」はダンス動画が作成されYouTube上で公開された。監督は大森規弘が担当している。このダンス動画はカップリング曲でありながら「夏恋ジレンマ」のMVよりも速いペースでYouTubeでの再生回数が10万回を突破した。そこで、既にリリースイベントは終了していたにもかかわらず、11月1日にフリーライブ&特典会を開催することになった。

### 衣装

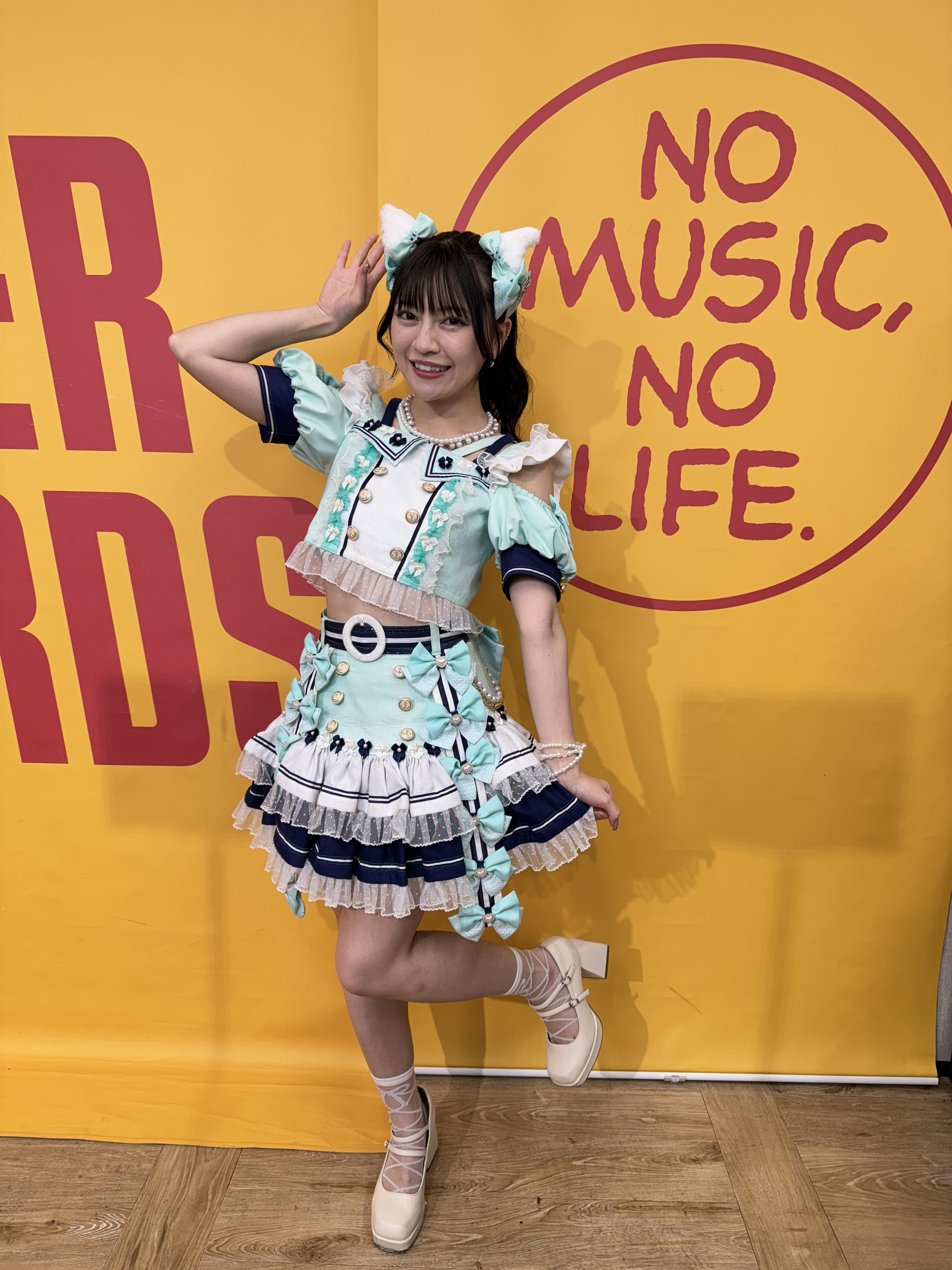
廣川奈々聖
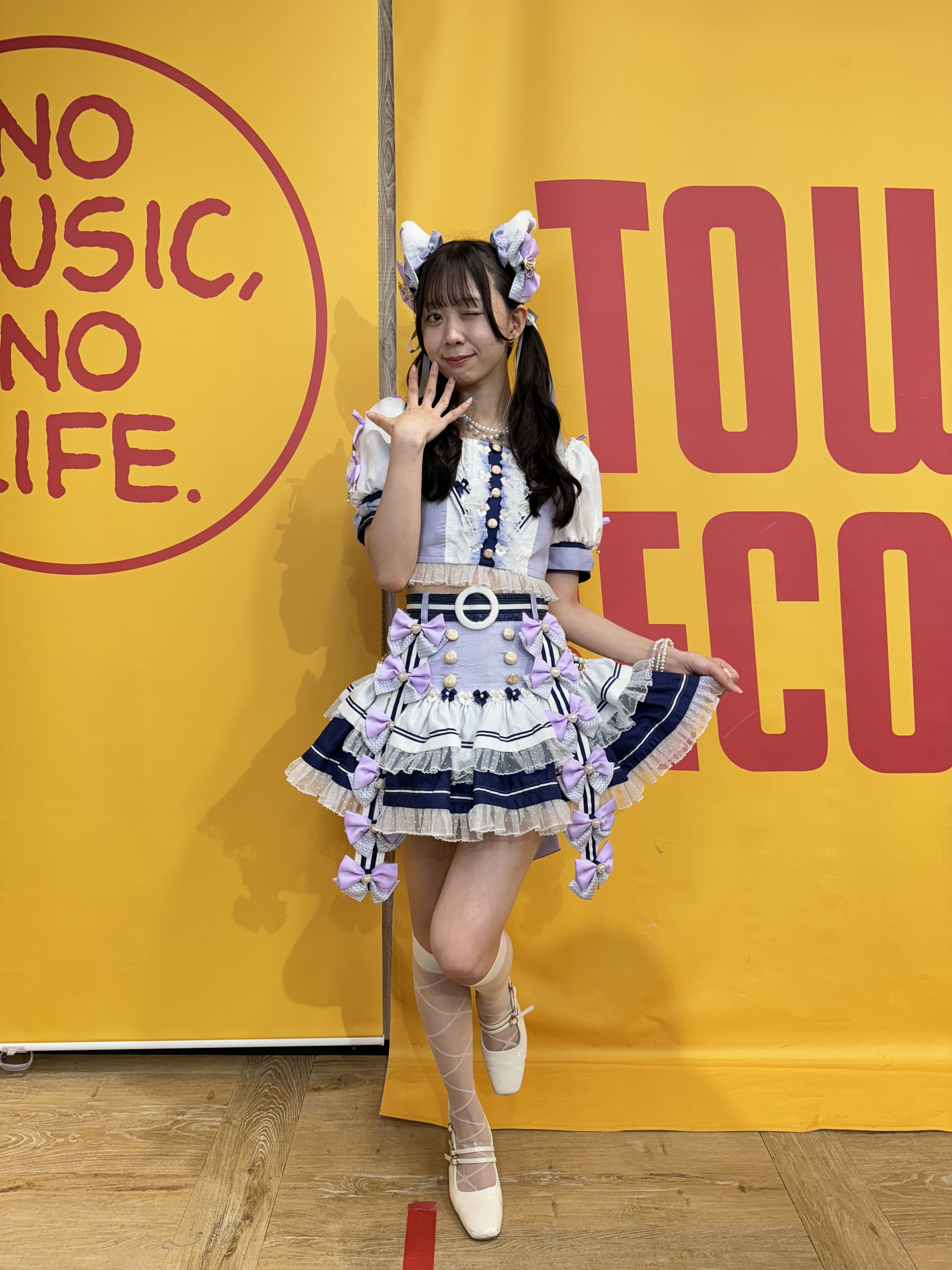
松田美里
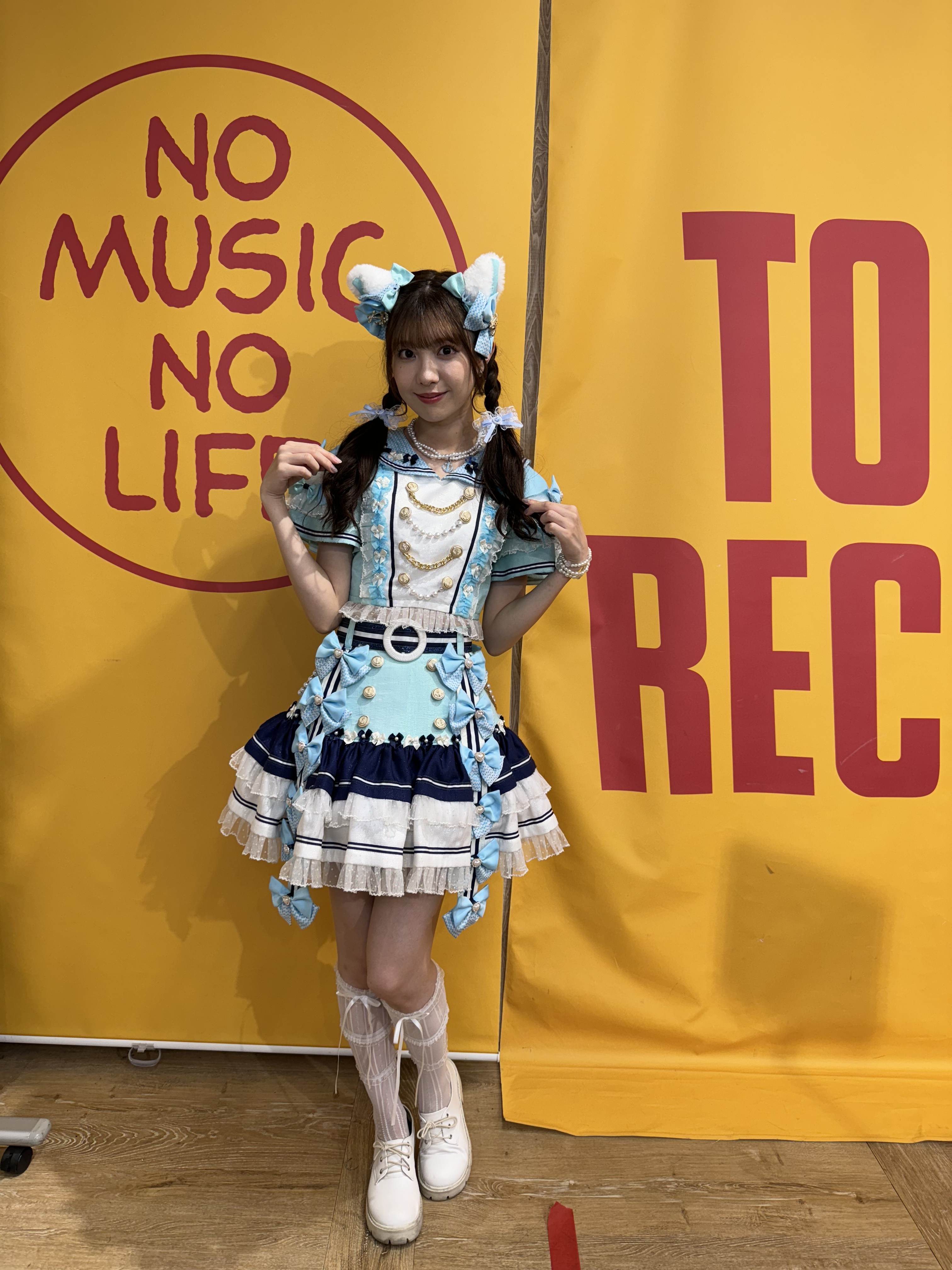
小玉梨々華
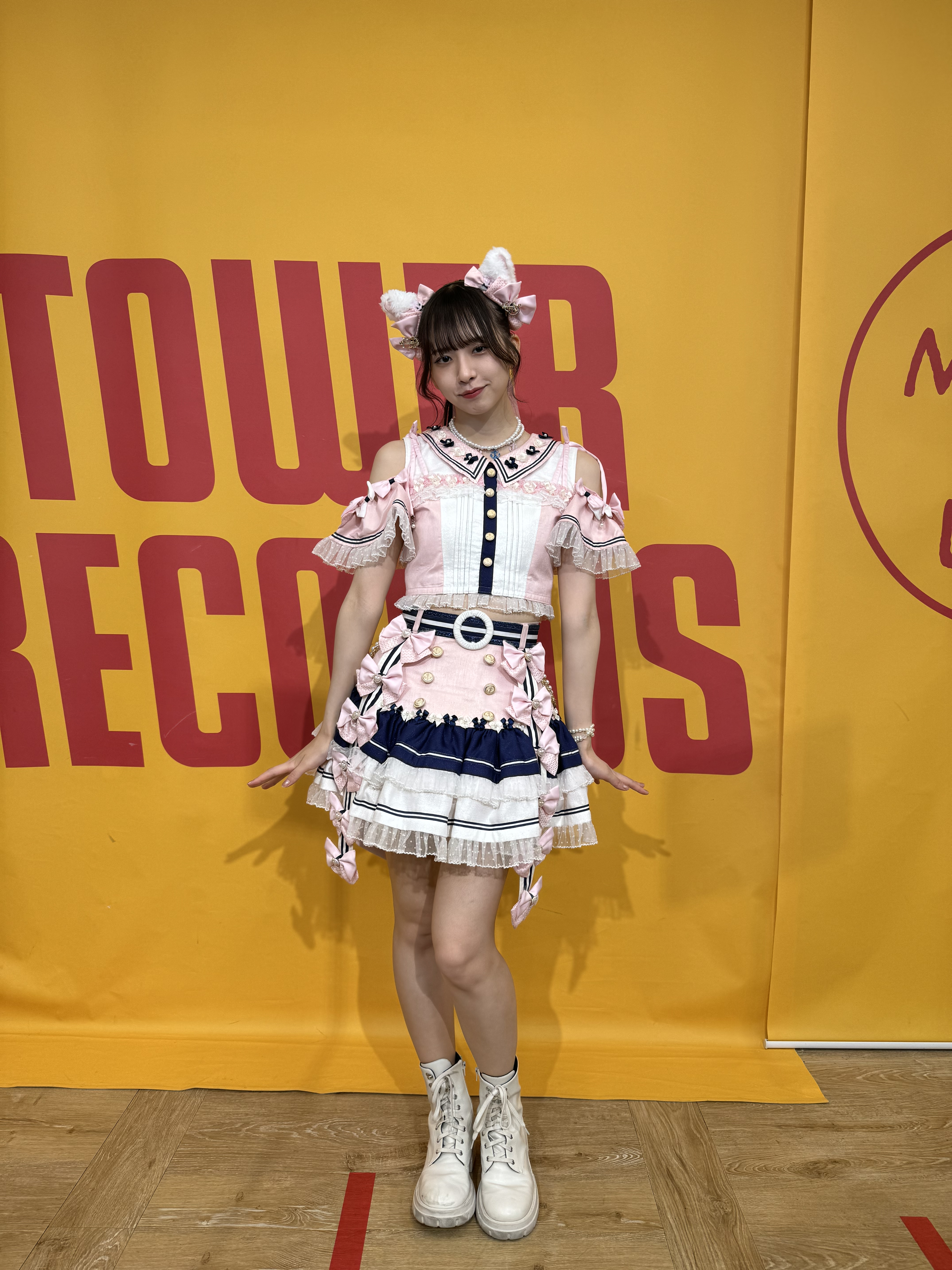
三品瑠香

## 収録曲

### CD
1. 夏恋ジレンマ
作曲：柳川陽香、作曲・編曲：岸田勇気
2. 君とtea for two♡
作詞：園田健太郎、作曲・編曲：岸田勇気
3. 夏恋ジレンマ(Instrumental)
4. 君とtea for two♡(Instrumental)

### Blu-ray
1. 夏恋ジレンマ Music Video
2. 夏恋ジレンマ Music Video Making

## 音楽配信

### 先行配信
2024年7月17日に「夏恋ジレンマ」が先行配信された。同日、TikTokやInstagramでも「夏恋ジレンマ」を使用可能となった。

### 本配信
CD発売日の8月21日に「CD盤」に収録されている4曲が配信された。
太字の配信サービスはハイレゾ音源を配信していることを示す。MVは「夏恋ジレンマ」のMVも配信していることを示す。

## リリース、プロモーション、マーケティング

### リリースイベント
2024年6月1日に開催された夏恋決起フリーライブin大阪では「夏恋ジレンマ」の歌唱はなかった。また、本作リリース前後に「わーすた夏恋ツアー2024」が開催され、遠征先ではライブの前日または翌日(広島は前々日)にリリースイベントを行った。仙台公演、札幌公演はリリース後に開催されたが、リリースイベントを開催した。
| 日程              | イベント名                       | 会場                                  | 備考                                                                                             |
| ----------------- | -------------------------------- | ------------------------------------- | ------------------------------------------------------------------------------------------------ |
| 2024年6月1日      | 夏恋決起フリーライブin大阪       | セブンパーク天美                      | イベント内容詳細は公式HP参照                                                                     |
| 2024年6月6日      | リリースイベント                 | SHIBUYA PLEASURE PLEASURE             | イベント内容詳細は公式HP参照 松田は2024年8月21日、22日は不参加。23日、24日は個別握手会を不参加。 |
| 2024年6月8日      | リリースイベント                 | ステラタウン大宮                      | イベント内容詳細は公式HP参照 松田は2024年8月21日、22日は不参加。23日、24日は個別握手会を不参加。 |
| 2024年6月23日     | リリースイベント                 | ららぽーと新三郷                      | イベント内容詳細は公式HP参照 松田は2024年8月21日、22日は不参加。23日、24日は個別握手会を不参加。 |
| 2024年6月30日     | リリースイベント                 | アリオ橋本                            | イベント内容詳細は公式HP参照 松田は2024年8月21日、22日は不参加。23日、24日は個別握手会を不参加。 |
| 2024年7月7日      | リリースイベント                 | テラスモール松戸                      | イベント内容詳細は公式HP参照 松田は2024年8月21日、22日は不参加。23日、24日は個別握手会を不参加。 |
| 2024年8月9日      | リリースイベント                 | 広島駅南口地下広場                    | イベント内容詳細は公式HP参照 松田は2024年8月21日、22日は不参加。23日、24日は個別握手会を不参加。 |
| 2024年8月13日     | リリースイベント                 | ヨドバシカメラマルチメディア博多      | イベント内容詳細は公式HP参照 松田は2024年8月21日、22日は不参加。23日、24日は個別握手会を不参加。 |
| 2024年8月16日     | リリースイベント                 | もりのみやキューズモールBASE          | イベント内容詳細は公式HP参照 松田は2024年8月21日、22日は不参加。23日、24日は個別握手会を不参加。 |
| 2024年8月19日     | リリースイベント                 | 近鉄パッセ                            | イベント内容詳細は公式HP参照 松田は2024年8月21日、22日は不参加。23日、24日は個別握手会を不参加。 |
| 2024年8月21日     | リリースイベント                 | 汐留シオサイト 地下通路               | イベント内容詳細は公式HP参照 松田は2024年8月21日、22日は不参加。23日、24日は個別握手会を不参加。 |
| 2024年8月22日     | リリースイベント                 | タワーレコード渋谷店                  | イベント内容詳細は公式HP参照 松田は2024年8月21日、22日は不参加。23日、24日は個別握手会を不参加。 |
| 2024年8月23日     | リリースイベント                 | アーバンドック ららぽーと豊洲         | イベント内容詳細は公式HP参照 松田は2024年8月21日、22日は不参加。23日、24日は個別握手会を不参加。 |
| 2024年8月24日     | リリースイベント                 | ららぽーと立川立飛                    | イベント内容詳細は公式HP参照 松田は2024年8月21日、22日は不参加。23日、24日は個別握手会を不参加。 |
| 2024年8月25日     | リリースイベント                 | ダイバーシティ東京 プラザ             | イベント内容詳細は公式HP参照 松田は2024年8月21日、22日は不参加。23日、24日は個別握手会を不参加。 |
| 2024年9月2日      | リリースイベント                 | 仙台駅前EBeanS                        | イベント内容詳細は公式HP参照 松田は2024年8月21日、22日は不参加。23日、24日は個別握手会を不参加。 |
| 2024年9月17日     | リリースイベント                 | アリオ札幌                            | イベント内容詳細は公式HP参照 松田は2024年8月21日、22日は不参加。23日、24日は個別握手会を不参加。 |
| 2024年7月6日      | わーすた大特典会イベント         | 横浜YTJホール                         | イベント内容詳細は公式HP参照                                                                     |
| 2024年7月14日     | プレミアムサイン＆撮影会イベント | 川崎市某所                            | イベント内容詳細は公式HP参照                                                                     |
| 2024年8月2日・3日 | 特典会イベント                   | TOWER miniダイバーシティ東京 プラザ店 | イベント内容詳細は公式HP参照                                                                     |
| 2024年11月1日     | フリーライブ&特典会              | 汐留シオサイト 地下通路               | イベント内容詳細は公式HP参照                                                                     |
| 2024年6月28日     | アーティスト写真ネットサイン会   | YouTube                               | イベント内容詳細は公式HP参照                                                                     |

このほか、LINE MUSICでの再生回数キャンペーンも開催された。